# Ruth Beckermann
Ruth Beckermann (ur. 1952 w Wiedniu) – austriacka reżyserka, scenarzystka i producentka filmowa. Wielokrotnie nagradzana autorka filmów dokumentalnych. W swojej twórczości często zajmuje się tematyką żydowską oraz udziałem Austriaków w zbrodniach nazistowskich.

## Życiorys
Urodziła się w rodzinie ocalałych z Zagłady Żydów. Studiowała dziennikarstwo i historię sztuki w Wiedniu i Tel Awiwie. W 1977 otrzymała tytuł doktora. Kontynuowała edukację na kierunku fotografia w nowojorskiej School of Visual Arts. Podczas studiów pracowała jako redaktorka w czasopismach szwajcarskich i austriackich (np. „Die Weltwoche” czy „Trend”).
Swój debiutancki film, Arena besetzt (1977), nakręciła wspólnie z Josefem Aichholzerem i Franzem Graflem. Obraz dokumentował protestacyjną okupację starej wiedeńskiej rzeźni, którą czeka rozbiórka. Wraz ze współreżyserami Beckermann założyła firmę dystrybucyjną Filmladen.
W latach 80. zasłynęła swoistą trylogią poświęconą żydowskiej tożsamości i pamięci. Pierwszym filmem cyklu był Ponownie Wiedeń (1983), w którym bohater Franz West wspominał życie w stolicy Austrii w latach 1924-1934. W kolejnym obrazie, Papierowym moście (1987), Beckermann udała się w podróż do Rumunii śladami dzieciństwa swojego ojca. Ostatni film cyklu, Do Jerozolimy (1991), reżyserka nakręciła w drodze pomiędzy Tel Awiwem a Jerozolimą, sprawdzając jak syjonistyczna utopia żydowskiej ojczyzny ma się do rzeczywistości. Wszystkie trzy filmy łączył motyw podróży.
W dokumencie Na wschód od wojny (1996) przeprowadzała wywiady z byłymi austriackimi żołnierzami Wehrmachtu, ukazując ich wojenne zbrodnie. W Walcu Waldheima (2018) odbrązawiała wizerunek byłego sekretarza generalnego ONZ i austriackiego prezydenta, Kurta Waldheima, którego nazistowska przeszłość wyszła jednak na jaw.
Za swój ostatni film, Mutzenbacher (2022), Beckermann zdobyła nagrodę główną w sekcji „Spotkania” na 72. MFF w Berlinie. Film oparty był na fikcyjnych pamiętnikach XIX-wiecznej wiedeńskiej prostytutki Josefine Mutzenbacher, których fragmenty były konfrontowane z reakcjami współczesnych mężczyzn w różnym wieku.
Współzałożycielka austriackiego stowarzyszenia dokumentalistów filmowych Interessensgemeinschaft Österreichischer Dokumentarfilm – byłą jego prezeską w latach 2000-2008. Wykładała na uczelniach w Wiedniu, Salzburgu i Chicago.